# Riku Kamigaki
Riku Kamigaki (japanisch 神垣 陸 Kamigaki Riku; * 14. Juli 1998 in der Präfektur Gunma) ist ein japanischer Fußballspieler.

## Karriere
Riku Kamigaki erlernte das Fußballspielen in der Schulmannschaft Shoshi High School sowie in der Universitätsmannschaft der Toin University of Yokohama. Seinen ersten Profivertrag unterschrieb er im Februar 2021 beim Renofa Yamaguchi FC. Der Verein aus Yamaguchi, einer Großstadt in der Präfektur Yamaguchi auf Honshū, der Hauptinsel von Japan, spielte in der zweiten japanischen Liga, der J2 League. Sein Zweitligadebüt gab Riku Kamigaki am 13. März 2021 im Heimspiel gegen Albirex Niigata. Hier wurde er in der 82. Minute für Jōji Ikegami eingewechselt. In seiner ersten Profisaison bestritt er 27 Ligaspiele. Im Januar 2024 wechselte er zum Drittligisten Nara Club.